# Tournoi de tennis des championnes (WTA 2019)
Le Trophée de l'élite WTA 2019 est le tournoi de tennis des championnes classé en catégorie Masters qui se déroule du 22 octobre au 27 octobre 2019 à Zhuhai.

## Primes et points
| Tour                             | Prime          | Points |
| -------------------------------- | -------------- | ------ |
| Pour la victoire en finale       | RR + 500 000 $ | + 460  |
| Pour la victoire en demi-finale  | RR + 150 000 $ | + 200  |
| Pour les demi-finalistes         | RR + 14 727 $  | –      |
| Pour chaque match de poule gagné | –              | + 120  |
| Pour chaque match de poule perdu | –              | + 40   |
| Pour la première de la poule     | 155 000 $      | –      |
| Pour la deuxième de la poule     | 80 000 $       | –      |
| Pour chaque participante*        | 45 000 $       | –      |
| Pour chaque remplaçante          | 10 000 $       | –      |

| Tour                             | Prime*        | Points |
| -------------------------------- | ------------- | ------ |
| Pour la victoire en finale       | RR + 21 509 $ | –      |
| Finalistes                       | RR + 11 000 $ | –      |
| Pour chaque match de poule gagné | + 5 400 $     | –      |
| Pour chaque participante         | 16 500 $      | –      |

## Faits marquants
On note les forfaits des Américaines Serena Williams, Amanda Anisimova et Sloane Stephens, de la Britannique Johanna Konta, de la Tchèque Markéta Vondroušová, de l'Allemande Angelique Kerber et de l'Estonienne Anett Kontaveit.
En double, pour la première fois depuis la création du tournoi, la plupart des paires ont déjà joué ensemble. Pour autant, le tableau ne fait pas gagner de points WTA aux joueuses.

## Fonctionnement de l'épreuve
L'épreuve se dispute selon les modalités dites du « round robin ». Les douze joueuses du top 20 de la Race non qualifiées pour le Masters sont séparées en quatre groupes de trois. S'affrontant toutes entre elles, seules les premières de chacun des groupes sont conviées en demi-finale, avant l'ultime confrontation pour le titre.
Le tournoi de double dames regroupe les six paires non qualifiées, qui se dispute aussi en « round robin ». Les six paires sont séparées en deux groupes de trois. S'affrontant toutes entre elles, seules les premières de chacun des deux groupes sont conviées directement à jouer pour le titre.

## Résultats en simple

### Participantes
| #     | Classement WTA (WTA Race) | Joueuse           | Points | Saison (titres) | Résultat         |
| ----- | ------------------------- | ----------------- | ------ | --------------- | ---------------- |
| 1     | 10 (10)                   | Kiki Bertens      | 3870   | 51/24 (2)       | Finale (3V-1D)   |
| 2     | 12 (12)                   | Sofia Kenin       | 2615   | 48/21 (3)       | Poules (1V-1D)   |
| 3     | 13 (13)                   | Madison Keys      | 2607   | 27/14 (2)       | Poules (1V-1D)   |
| 4     | 14 (14)                   | Aryna Sabalenka   | 2520   | 35/22 (2)       | Victoire (4V-0D) |
| 5     | 15 (15)                   | Petra Martić      | 2458   | 34/16 (1)       | Poules (1V-1D)   |
| 6     | 18 (18)                   | Elise Mertens     | 2190   | 34/26 (1)       | Poules (1V-1D)   |
| 7     | 19 (19)                   | Alison Riske      | 2185   | 36/22 (1)       | Poules (0V-2D)   |
| 8     | 20 (20)                   | Donna Vekić       | 2185   | 35/22 (0)       | Poules (0V-2D)   |
| 9     | 22 (22)                   | María Sákkari     | 1741   | 31/20 (1)       | Poules (0V-2D)   |
| 10    | 24 (24)                   | Dayana Yastremska | 1720   | 24/21 (2)       | Poules (1V-1D)   |
| 11    | 26 (26)                   | Karolína Muchová  | 1624   | 36/13 (1)       | 1/2 finale       |
| 12/WC | 40 (40)                   | Zheng Saisai      | 1355   | 25/22 (1)       | 1/2 finale       |

| Classement WTA Race | Joueuse              | Résultat |
| ------------------- | -------------------- | -------- |
| 27                  | Anastasija Sevastova | -        |
| 28                  | Julia Görges         | -        |

### Groupe Azalée
| Joueuse                   | KB  | DV  | DY  | % victoires |
| ------------------------- | --- | --- | --- | ----------- |
| Kiki Bertens (no 1)       |     | 2-1 | 1-0 | 75          |
| Donna Vekić (no 8)        | 1-2 |     | 0-0 | 33          |
| Dayana Yastremska (no 10) | 0-1 | 0-0 |     | 0           |

#### Résultats
| Date            | Vainqueur         | Adversaire        | Score     | Durée      |
| --------------- | ----------------- | ----------------- | --------- | ---------- |
| 22 octobre 2019 | Kiki Bertens      | Donna Vekić       | 7-65, 6-2 | 1 h 59 min |
| 23 octobre 2019 | Dayana Yastremska | Donna Vekić       | 7-66, 6-2 | 1 h 35 min |
| 24 octobre 2019 | Kiki Bertens      | Dayana Yastremska | 6-4, 6-3  | 1 h 26 min |

#### Classement
| Rang poule | Classement WTA Race | Joueuse           | Match(s) G-P | Set(s) G-P | Jeux G-P |
| ---------- | ------------------- | ----------------- | ------------ | ---------- | -------- |
| 1          | 10                  | Kiki Bertens      | 2-0          | 4-0        | 25-15    |
| 2          | 24                  | Dayana Yastremska | 1-1          | 2-2        | 20-20    |
| 3          | 20                  | Donna Vekić       | 0-2          | 0-4        | 16-26    |

### Groupe Camélia
| Joueuse                  | SK  | KM  | AR  | % victoires |
| ------------------------ | --- | --- | --- | ----------- |
| Sofia Kenin (no 2)       |     | 0-0 | 0-0 | 0           |
| Karolína Muchová (no 11) | 0-0 |     | 0-1 | 0           |
| Alison Riske (no 7)      | 0-0 | 1-0 |     | 100         |

#### Résultats
| Date            | Vainqueur        | Adversaire   | Score         | Durée      |
| --------------- | ---------------- | ------------ | ------------- | ---------- |
| 23 octobre 2019 | Sofia Kenin      | Alison Riske | 6-4, 6-4      | 1 h 14 min |
| 24 octobre 2019 | Karolína Muchová | Alison Riske | 2-6, 6-2, 7-5 | 1 h 58 min |
| 25 octobre 2019 | Karolína Muchová | Sofia Kenin  | 6-4, 4-6, 6-3 | 2 h 14 min |

#### Classement
| Rang poule | Classement WTA Race | Joueuse          | Match(s) G-P | Set(s) G-P | Jeux G-P |
| ---------- | ------------------- | ---------------- | ------------ | ---------- | -------- |
| 1          | 26                  | Karolína Muchová | 2-0          | 4-2        | 31-26    |
| 2          | 12                  | Sofia Kenin      | 1-1          | 3-2        | 25-24    |
| 3          | 19                  | Alison Riske     | 0-2          | 1-4        | 21-27    |

### Groupe Orchidée
| Joueuse                 | MK  | PM  | SZ  | % victoires |
| ----------------------- | --- | --- | --- | ----------- |
| Madison Keys (no 3)     |     | 0-0 | 0-0 | 0           |
| Petra Martić (no 5)     | 0-0 |     | 0-0 | 0           |
| Zheng Saisai (no 12/WC) | 0-0 | 0-0 |     | 0           |

#### Résultats
| Date            | Vainqueur    | Adversaire   | Score    | Durée      |
| --------------- | ------------ | ------------ | -------- | ---------- |
| 22 octobre 2019 | Zheng Saisai | Madison Keys | 6-4, 6-2 | 1 h 31 min |
| 23 octobre 2019 | Madison Keys | Petra Martić | 6-3, 6-4 | 1 h 10 min |
| 25 octobre 2019 | Petra Martić | Zheng Saisai | 6-4, 6-3 | 1 h 33 min |

#### Classement
| Rang poule | Classement WTA Race | Joueuse      | Match(s) G-P | Set(s) G-P | Jeux G-P |
| ---------- | ------------------- | ------------ | ------------ | ---------- | -------- |
| 1          | 40                  | Zheng Saisai | 1-1          | 2-2        | 19-18    |
| 2          | 15                  | Petra Martić | 1-1          | 2-2        | 19-19    |
| 3          | 13                  | Madison Keys | 1-1          | 2-2        | 18-19    |

### Groupe Rose
| Joueuse                | AS  | EM  | MS  | % victoires |
| ---------------------- | --- | --- | --- | ----------- |
| Aryna Sabalenka (no 4) |     | 0-0 | 0-1 | 0           |
| Elise Mertens (no 6)   | 0-0 |     | 0-1 | 0           |
| María Sákkari (no 9)   | 1-0 | 1-0 |     | 100         |

#### Résultats
| Date            | Vainqueur       | Adversaire    | Score         | Durée      |
| --------------- | --------------- | ------------- | ------------- | ---------- |
| 22 octobre 2019 | Aryna Sabalenka | María Sákkari | 6-3, 6-4      | 1 h 19 min |
| 23 octobre 2019 | Elise Mertens   | María Sákkari | 6-2, 3-6, 6-1 | 1 h 44 min |
| 25 octobre 2019 | Aryna Sabalenka | Elise Mertens | 6-4, 3-6, 7-5 | 2 h 20 min |

#### Classement
| Rang poule | Classement WTA Race | Joueuse         | Match(s) G-P | Set(s) G-P | Jeux G-P |
| ---------- | ------------------- | --------------- | ------------ | ---------- | -------- |
| 1          | 14                  | Aryna Sabalenka | 2-0          | 4-1        | 28-22    |
| 2          | 18                  | Elise Mertens   | 1-1          | 3-3        | 30-25    |
| 3          | 22                  | María Sákkari   | 0-2          | 1-4        | 16-27    |

### Tableau final
|  |                  |                 |            |            |            |                 |                 |                 |            |            |        |        |
|  | 1/2 finale       | 1/2 finale      | 1/2 finale | 1/2 finale | 1/2 finale |                 |                 | Finale          | Finale     | Finale     | Finale | Finale |
|  | 26 octobre 2019  | 26 octobre 2019 | 2 h 30 min | 2 h 30 min | 2 h 30 min |                 |                 |                 |            |            |        |        |
|  | 26 octobre 2019  | 26 octobre 2019 | 2 h 30 min | 2 h 30 min | 2 h 30 min |                 |                 |                 |            |            |        |        |
|  | Kiki Bertens     | (1)             | 2          | 6          | 6          |                 |                 |                 |            |            |        |        |
|  | Kiki Bertens     | (1)             | 2          | 6          | 6          | 27 octobre 2019 | 27 octobre 2019 | 1 h 16 min      | 1 h 16 min | 1 h 16 min |        |        |
|  | Zheng Saisai     | (12/WC)         | 6          | 3          | 4          | 27 octobre 2019 | 27 octobre 2019 | 1 h 16 min      | 1 h 16 min | 1 h 16 min |        |        |
|  | Zheng Saisai     | (12/WC)         | 6          | 3          | 4          | Kiki Bertens    | (1)             | 4               | 2          |            |        |        |
|  | 26 octobre 2019  | 26 octobre 2019 | 1 h 52 min | 1 h 52 min | 1 h 52 min | Kiki Bertens    | (1)             | 4               | 2          |            |        |        |
|  | 26 octobre 2019  | 26 octobre 2019 | 1 h 52 min | 1 h 52 min | 1 h 52 min |                 |                 | Aryna Sabalenka | (4)        | 6          | 6      |        |
|  | Karolína Muchová | (11)            | 5          | 64         |            |                 |                 | Aryna Sabalenka | (4)        | 6          | 6      |        |
|  | Karolína Muchová | (11)            | 5          | 64         |            |                 |                 |                 |            |            |        |        |
|  | Aryna Sabalenka  | (4)             | 7          | 7          |            |                 |                 |                 |            |            |        |        |
|  | Aryna Sabalenka  | (4)             | 7          | 7          |            |                 |                 |                 |            |            |        |        |

### Classement final
| Résultat       | Classement WTA Race | Joueuse           | Match(s) G-P | Set(s) G-P | Jeux G-P | Points gagnés | Nouveau rang |
| -------------- | ------------------- | ----------------- | ------------ | ---------- | -------- | ------------- | ------------ |
| Vainqueur      | 14                  | Aryna Sabalenka   | 4-0          | 8-1        | 54-39    | 700           | 11           |
| Finaliste      | 10                  | Kiki Bertens      | 3-1          | 6-3        | 45-40    | 440           | 7            |
| Demi-finaliste | 26                  | Karolína Muchová  | 2-1          | 4-4        | 42-40    | 240           | 21           |
| Demi-finaliste | 40                  | Zheng Saisai      | 1-2          | 3-4        | 32-32    | 160           | 35           |
| Poule          | 12                  | Sofia Kenin       | 1-1          | 3-2        | 25-24    | 160           | 14           |
| Poule          | 18                  | Elise Mertens     | 1-1          | 3-3        | 30-25    | 160           | 17           |
| Poule          | 24                  | Dayana Yastremska | 1-1          | 2-2        | 20-20    | 160           | 22           |
| Poule          | 15                  | Petra Martić      | 1-1          | 2-2        | 19-19    | 160           | 15           |
| Poule          | 13                  | Madison Keys      | 1-1          | 2-2        | 18-19    | 160           | 13           |
| Poule          | 19                  | Alison Riske      | 0-2          | 1-4        | 21-27    | 80            | 19           |
| Poule          | 22                  | María Sákkari     | 0-2          | 1-4        | 16-27    | 80            | 23           |
| Poule          | 20                  | Donna Vekić       | 0-2          | 0-4        | 16-26    | 80            | 20           |

## Résultats en double

### Parcours
| #    | Classement WTA Race | Équipe                           | Points | Saison (titres) | Résultat       |
| ---- | ------------------- | -------------------------------- | ------ | --------------- | -------------- |
| 1    | 290                 | Duan Ying-Ying Yang Zhaoxuan     | 110    | 2-1 (0)         | Finale         |
| 2    | **                  | Lyudmyla Kichenok Andreja Klepač | **     | **              | Victoire       |
| 3    | 331                 | Darija Jurak Alicja Rosolska     | 100    | 1-1 (0)         | Poules (0V-2D) |
| 4    | **                  | Oksana Kalashnikova Sofia Kenin  | **     | **              | Poules (0V-2D) |
| 5/WC | 47                  | Jiang Xinyu Tang Qianhui         | 521    | 2-7 (0)         | Poules (1V-1D) |
| 6/WC | 102                 | Wang Xinyu Zhu Lin               | 280    | 4-0 (1)         | Poules (1V-1D) |

### Groupe Lys
| - Duan Ying-Ying Yang Zhaoxuan (no 1) | - Darija Jurak Alicja Rosolska (no 3) | - Wang Xinyu Zhu Lin (no 6/WC) |

#### Résultats
| Date            | Vainqueur                    | Adversaire                   | Score            | Durée      |
| --------------- | ---------------------------- | ---------------------------- | ---------------- | ---------- |
| 23 octobre 2019 | Duan Ying-Ying Yang Zhaoxuan | Wang Xinyu Zhu Lin           | 3-6, 6-3, [10-8] | 1 h 23 min |
| 25 octobre 2019 | Wang Xinyu Zhu Lin           | Darija Jurak Alicja Rosolska | 2-6, 6-3, [10-6] | 1 h 18 min |
| 26 octobre 2019 | Duan Ying-Ying Yang Zhaoxuan | Darija Jurak Alicja Rosolska | 6-1, 1-6, [10-7] | 1 h 1 min  |

#### Classement
| Rang poule | Classement WTA Race | Équipe                       | Match(s) G-P | Set(s) G-P | Jeux G-P |
| ---------- | ------------------- | ---------------------------- | ------------ | ---------- | -------- |
| 1          | 290                 | Duan Ying-Ying Yang Zhaoxuan | 2-0          | 4-2        | 18-16    |
| 2          | 102                 | Wang Xinyu Zhu Lin           | 1-1          | 3-3        | 18-19    |
| 3          | 331                 | Darija Jurak Alicja Rosolska | 0-2          | 2-4        | 16-17    |

### Groupe Bougainvillier
| - Lyudmyla Kichenok Andreja Klepač (no 2) | - Oksana Kalashnikova Sofia Kenin (no 4) | - Jiang Xinyu Tang Qianhui (no 5/WC) |

#### Résultats
| Date            | Vainqueur                        | Adversaire                      | Score            | Durée      |
| --------------- | -------------------------------- | ------------------------------- | ---------------- | ---------- |
| 22 octobre 2019 | Jiang Xinyu Tang Qianhui         | Oksana Kalashnikova Sofia Kenin | 6-2, 4-6, [10-7] | 1 h 17 min |
| 23 octobre 2019 | Lyudmyla Kichenok Andreja Klepač | Oksana Kalashnikova Sofia Kenin | 2-6, 6-4, [11-9] | 1 h 28 min |
| 26 octobre 2019 | Lyudmyla Kichenok Andreja Klepač | Jiang Xinyu Tang Qianhui        | 2-6, 6-4, [10-6] | 1 h 13 min |

#### Classement
| Rang poule | Classement WTA Race | Équipe                           | Match(s) G-P | Set(s) G-P | Jeux G-P |
| ---------- | ------------------- | -------------------------------- | ------------ | ---------- | -------- |
| 1          | **                  | Lyudmyla Kichenok Andreja Klepač | 2-0          | 4-2        | 20-20    |
| 2          | 47                  | Jiang Xinyu Tang Qianhui         | 1-1          | 3-3        | 21-17    |
| 3          | **                  | Oksana Kalashnikova Sofia Kenin  | 0-1          | 1-2        | 8-11     |

### Finale
|  |                                  |                 |            |            |            |
|  | Finale                           |                 |            |            |            |
|  | 27 octobre 2019                  | 27 octobre 2019 | 1 h 19 min | 1 h 19 min | 1 h 19 min |
|  | 27 octobre 2019                  | 27 octobre 2019 | 1 h 19 min | 1 h 19 min | 1 h 19 min |
|  | Duan Ying-Ying Yang Zhaoxuan     | (1)             | 3          | 3          |            |
|  | Duan Ying-Ying Yang Zhaoxuan     | (1)             | 3          | 3          |            |
|  | Lyudmyla Kichenok Andreja Klepač | (2)             | 6          | 6          |            |